# 3152 Jones
3152 Jones è un asteroide della fascia principale del diametro medio di circa 33,18 km. Scoperto nel 1983, presenta un'orbita caratterizzata da un semiasse maggiore pari a 2,6259685 au e da un'eccentricità di 0,0898382, inclinata di 11,30695° rispetto all'eclittica.
L'asteroide è dedicato all'astronomo amatoriale neozelandese Albert Francis Arthur Lofley Jones.